# Luis de Landáburu Villanueva
Luis de Landáburu Villanueva, fue un ingeniero militar español nacido en Cádiz en 1786 y fallecido en Sanlúcar de Barrameda en 1823. En 1807 forma parte de las tropas que pasaron a Portugal para unirse a los franceses. Al declararse la guerra a la Francia napoleónica, se incorpora al ejército del general Castaños, siendo ascendido a capitán y participando en las acciones de Tudela, Tarazona y en la retirada hasta Cuenca.
Defensor de Sierra Morena, en 1811 estuvo en las batallas de Chiclana (Cádiz), la Albuera (Badajoz) y Sagunto-Puzol, en Valencia. De regreso a Cádiz en 1812, la Regencia del Reino le nombra vocal de la junta encargada de proponer una constitución militar y fue ascendido a coronel.
Redactó numerosos escritos sobre la organización de milicias y tratados de logaritmos, además de otros tratados de trigonometría rectilínea y geometría práctica, que fueron adaptados por la Escuela de Ingenieros.